# 威尔弗雷德行动
威尔弗雷德行动是英国海军在二战期间发动的一场军事行动，英海军在挪威本土和其近海岛屿之间的海峡布设水雷，阻止瑞典经挪威领海运输铁矿，因為瑞典的行為實際上是在幫助德国。盟军预计，威尔弗雷德行动将迫使德方佔領挪威，于是又制定了另一个代号R4方案的行动计划，准备占领纳尔维克等要地。
1940年4月8日，英方發起威尔弗雷德行动，但德国在次日入侵了挪威和丹麦（威悉演习行动），威尔弗雷德行动被这一突发情况打乱，盟军转而开始参与挪威戰役。